# 찜

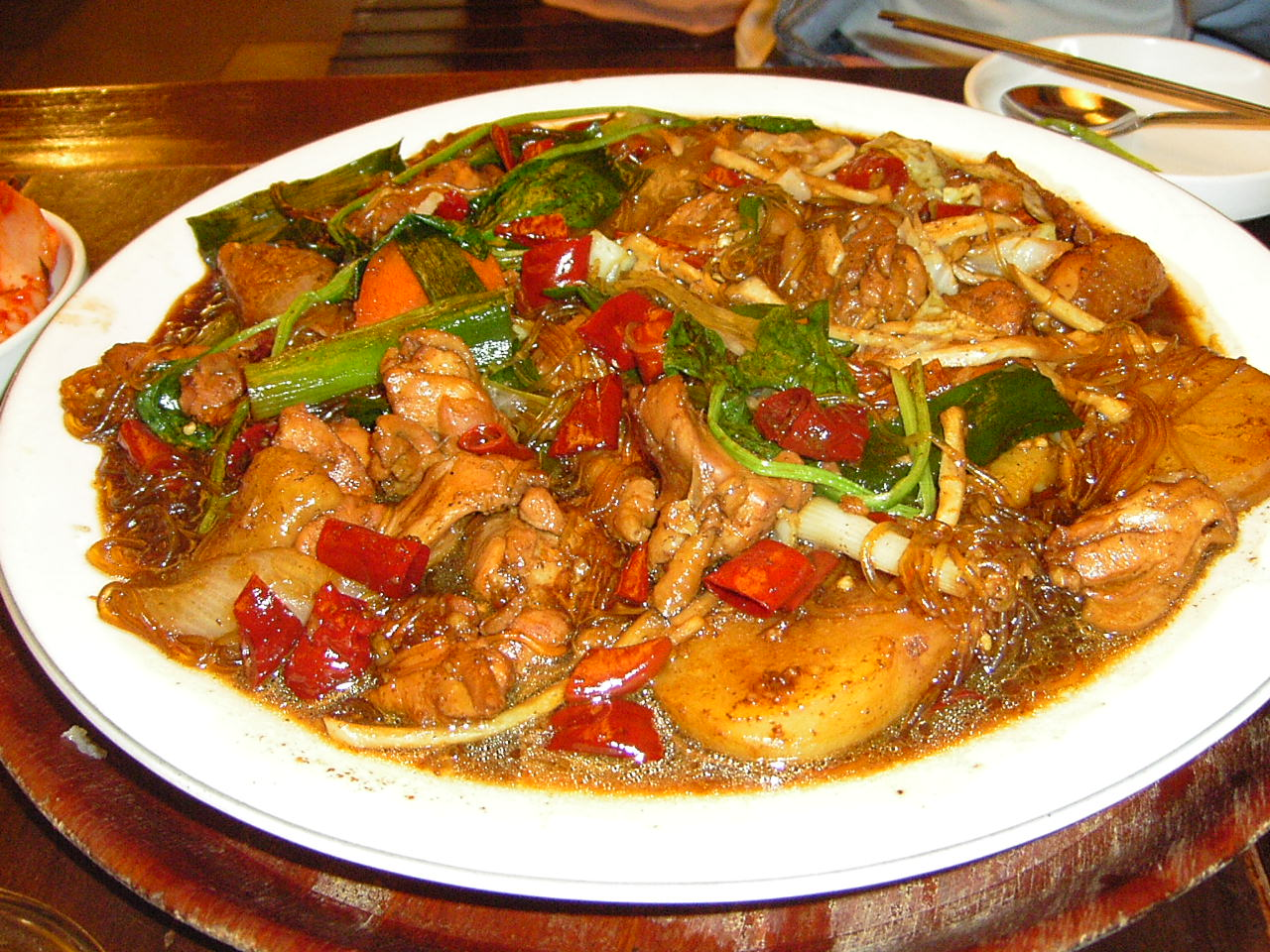
안동찜닭

찜은 어패류, 육류, 채소 등을 비롯한 각종 재료를 약간의 물과 함께 오랫동안 끓이거나 뜨거운 수증기로 쪄서 만드는 음식이다.  처음에 간을 맞추면 나중에 물이 졸아들었을 때 짜고 매울수 있기 때문에 약간 싱겁게 하는 것이 좋다.
고기나 채소에 양념을 하여 흠씬 삶거나 쪄서 만든 음식으로서, 삶는 찜은 주로 쇠갈비·쇠꼬리·사태·돼지갈비 등을 큼직하게 토막내어 약한 불에서 오랫동안 끓여 연하게 익힌다. 찌는 찜은 생선·새우·조개 등을 찜통이나 시루에 넣어 쪄낸다. 어패류는 살이 연하므로 간을 약하게 해서 짧은 시간 동안 쪄내야 한다.

## 종류
- 갈비찜, 갈비와 깍둑썬 감자, 당근을 간장 등의 양념에 버무려 만든 찜요리
- 뼈 찜
- 계란찜, 계란에 물, 야채등을 넣고 뚝배기 등에서 쪄낸 음식
- 생선찜, 생선을 이용해서 조리한 요리
  - 아귀찜, 경상남도 마산의 향토요리로, 아귀에 각종 양념과 미나리, 콩나물, 미더덕 등으로 맛을 낸 매운 찜요리.
  - 도미찜, 도미를 찐 요리
- 전복찜, 전복을 얇게 저며서 간장과 청주 등을 섞은 양념에 찐 요리
- 두부찜, 두부에 갖은 양념을 하여 졸인 음식
- 떡볶이, 원래는 떡찜으로 불리며 궁중음식의 하나였으나, 20세기 이후 대중화되면서 대한민국에서는 간식으로 인기가 높다.
- 단호박찜
- 김치찜
- (감자)붕생이

## 갤러리

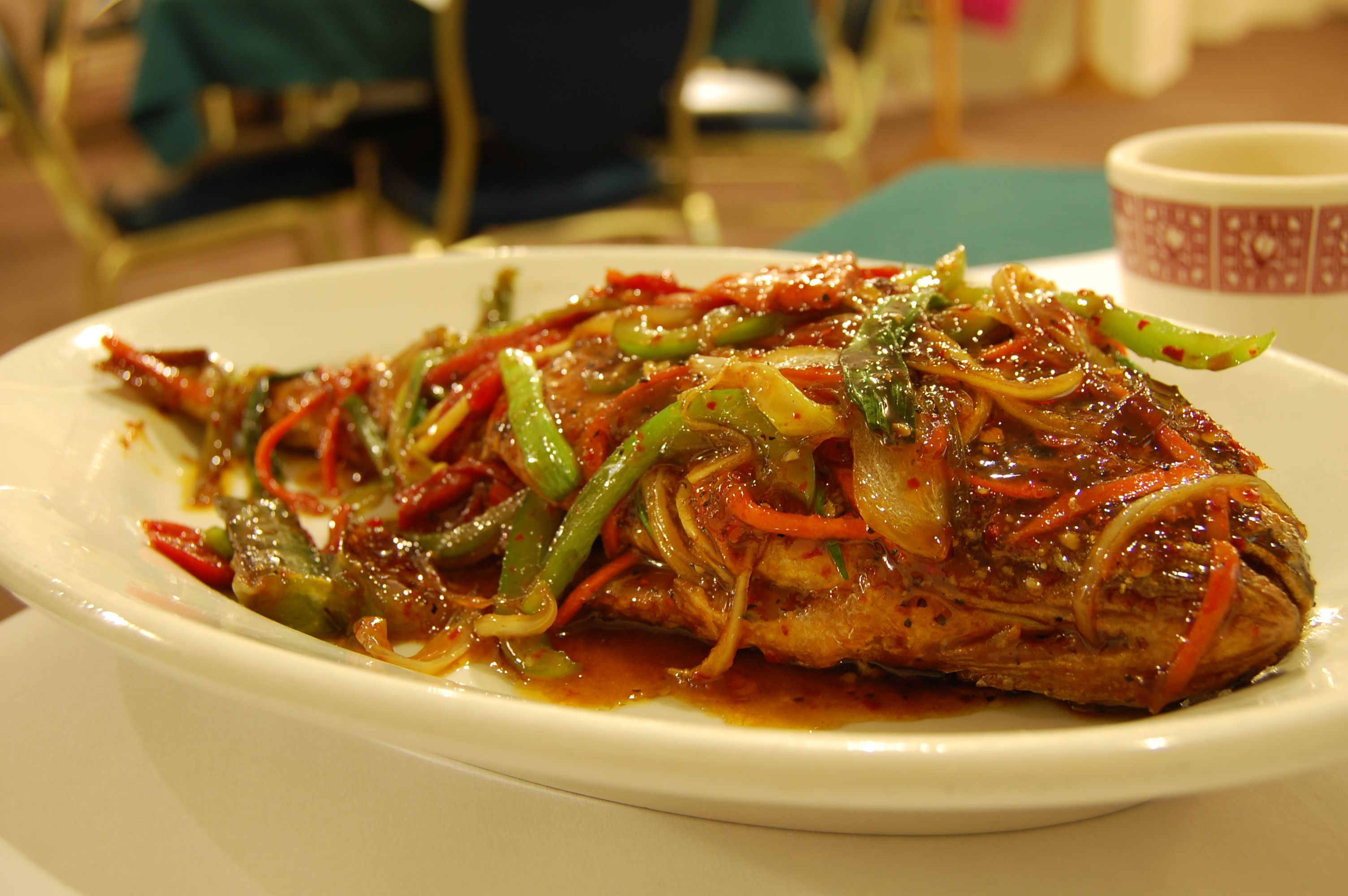
생선찜
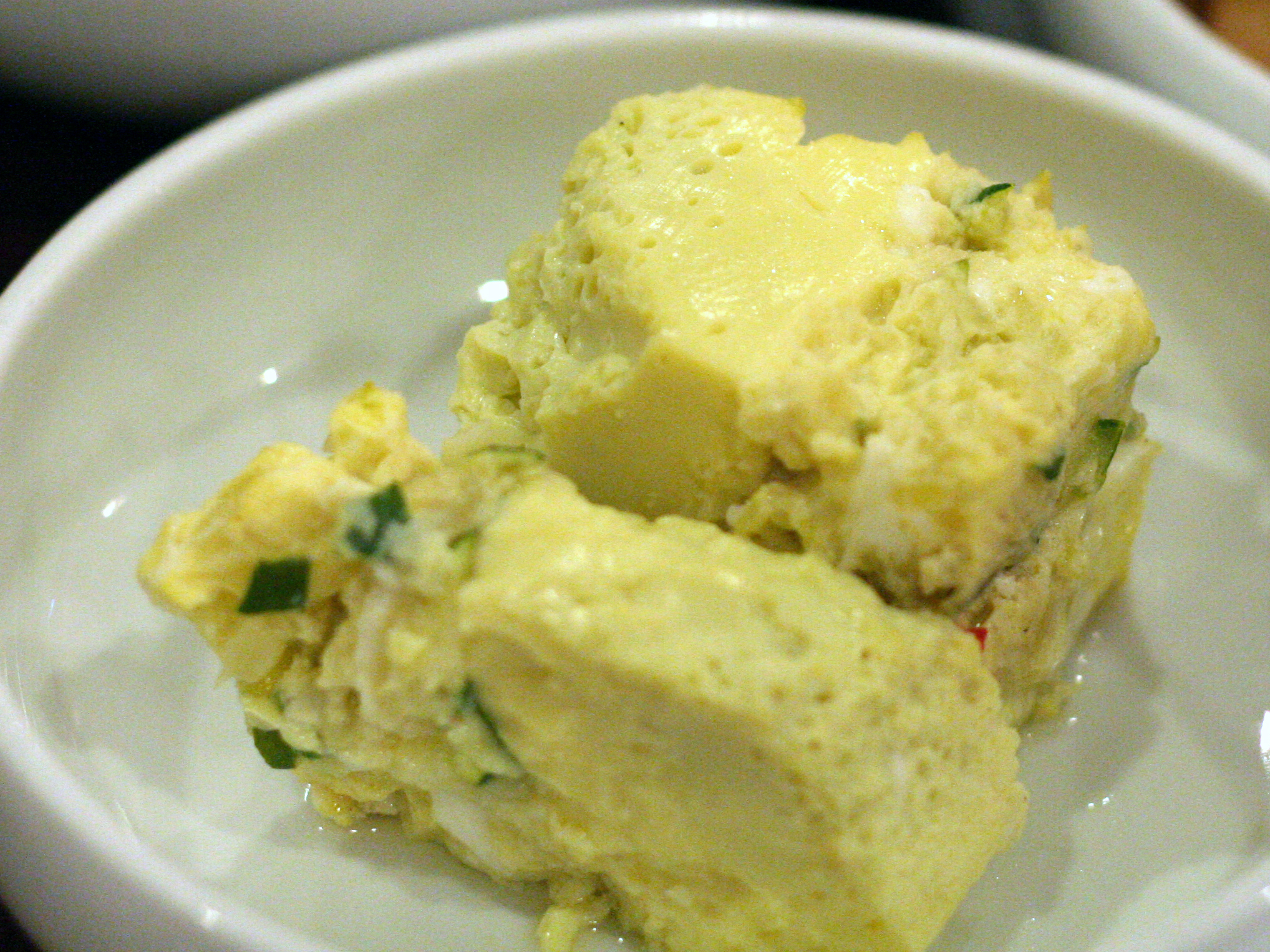
계란찜
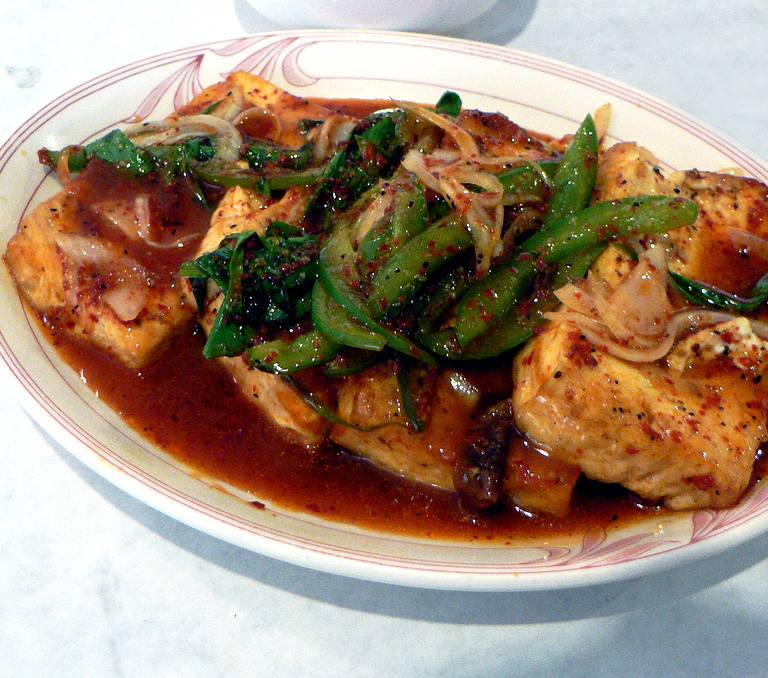
두부찜
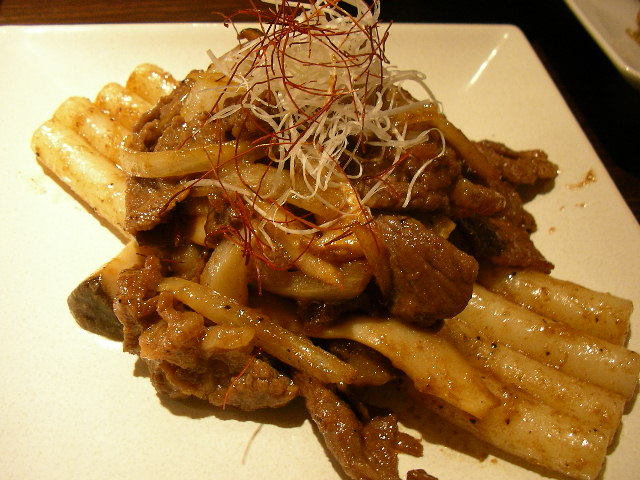
간장떡볶이

## 같이 보기
- 선
- 조림
- 볶음